# 卡特林鎮區 (堪薩斯州馬里昂縣)
卡特林鎮區（英語：Catlin Township）為美國堪薩斯州馬里昂縣轄下的鎮區。2010年美国人口普查中此鎮區人口有187人。

## 地理
卡特林鎮區涵蓋總面積為93.2平方（36.00平方英里），其中陸地面積為93.2平方（35.97平方英里），水域面積為0.078平方（0.03平方英里）或0.08%。海拔高度1,411（4,629英尺）。

## 人口統計
根據2010年美國人口普查，卡特林鎮區人口有187人，其中男性有104人，女性有83人，人口密度為每平方公里2.01人，住房計84戶。鎮區內的白人有183人，非裔美國人有0人，美洲原住民有0人，亞裔美國人有1人，太平洋島裔美國人有0人，其他種族有1人，混血種族則有2人。此外鎮區內有1人為西班牙裔或拉丁裔美國人。此鎮區之年齡中位數為43.2歲，而男性年齡中位數為43.0歲，女性年齡中位數為43.3歲。

## 交通

### 主要公路
- 50號美國國道